# Taleb al-Abdulmohsen
Taleb bin Jawad bin Hussein al-Abdulmohsen (arabisch طالب بن جواد بن حسين العبدالمحسن; * 5. November 1974 in Hofuf, Saudi-Arabien) ist ein saudischer Emigrant, ein des mehrfachen Mordes verdächtigter Rechtsextremist, Islamkritiker und Mediziner. Ihm wird vorgeworfen, am 20. Dezember 2024 den Anschlag auf den Magdeburger Weihnachtsmarkt verübt zu haben. 

## Leben
Taleb Jawad al-Abdulmohsen wurde in eine schiitische Familie im mehrheitlich sunnitisch geprägten Saudi-Arabien geboren. Er studierte Medizin und kam im März 2006 als Gastarzt in der Facharztausbildung zum Facharzt für Psychiatrie und Psychotherapie nach Deutschland. Nach Recherchen der Zeitung Die Welt ist Psychotherapie in Saudi-Arabien eine noch junge Wissenschaft, die westliche Vorstellungen von Psychotherapie bis heute ablehnt und ganz eigene Lehren enthält. Die Zeitung folgert, dass al-Abdulmohsen deshalb nach der Prüfungsordnung für Ärzte aus dem Ausland gar nicht zur Facharztausbildung in Deutschland hätte zugelassen werden dürfen. Die therapeutischen Fähigkeiten von Psychotherapeuten, die in Saudi-Arabien ausgebildet wurden, seien laut einem Bericht des Ärzteblatts oft unvollständig und mangelhaft. Patienten, die sich in Saudi-Arabien psychotherapeutisch behandeln lassen wollen, suchen sich deshalb bevorzugt Psychotherapeuten, die im Ausland ausgebildet wurden.
Mitte Mai 2009 war er in Düsseldorf gemeldet. Im Juli 2009 zog er nach Bochum um. Bis August 2009 hatte er eine Duldung. Um 2010/2011 war er an der Medizinischen Hochschule Hannover in der Forschung im psychiatrischen Bereich tätig, schied aber nach etwa einem Jahr im Streit aus. In dem Zeitraum war er an zwei weiteren medizinischen Einrichtungen in Hannover tätig, wo er unauffällig blieb.
Im April 2013, zwei Tage nach dem Anschlag auf den Boston-Marathon, drohte al-Abdulmohsen nach Angaben des Innenministeriums Mecklenburg-Vorpommern der Ärztekammer Mecklenburg-Vorpommern im Zuge von Streitigkeiten über die Anerkennung von Prüfungsleistungen zu seiner Facharztausbildung telefonisch mit einem Anschlag. Daraufhin sei eine Wohnungsdurchsuchung erfolgt, bei der auch elektronische Medien überprüft worden seien. Die Ermittler fanden jedoch keine Hinweise auf eine „reelle Anschlagsbereitung“. Noch im selben Jahr wurde er vom Amtsgericht Rostock wegen der Androhung von Straftaten zu 90 Tagessätzen zu je zehn Euro verurteilt.
Im Januar 2014 soll er auf dem Amt in Stralsund erschienen sein und um finanzielle Unterstützung gebeten haben. Dort lebte er von Oktober 2011 bis Januar 2016, als er Teile seiner Facharztausbildung durchlief. Dabei soll er sowohl mit einem Anschlag als auch mit Suizid gedroht haben. Die Polizei suchte ihn daraufhin für eine Gefährderansprache auf. Im September 2015 soll er das Bundeskanzleramt und einen Monat später Justizbehörden angerufen haben, sich über das Rostocker Urteil beschwert haben und ausfallend geworden sein.
Laut eigener Aussage hatte sich al-Abdulmohsen bereits in Saudi-Arabien vom Islam abgewendet, weihte jedoch auch nach seiner Einreise in Deutschland für mehrere Jahre nur ausgewählte Personen aus dem Familien- und Freundeskreis ein. Er gab an, dass er nicht nur soziale Ächtung erfuhr, sondern sogar mit dem Tode bedroht wurde, nachdem er im Internetforum des saudischen Aktivisten Raif Badawi mit islamkritischen Beiträgen aufgefallen war. Dies habe ihn veranlasst, sich fortan öffentlich zu engagieren und im Februar 2016 in Halberstadt einen Asylantrag zu stellen. Dieser wurde im Juli desselben Jahres positiv beschieden, womit er als politischer Flüchtling anerkannt wurde. Ein Auslieferungsersuchen Saudi-Arabiens wurde abgelehnt. Saudi-Arabien soll deutsche Sicherheitsbehörden in jüngerer Vergangenheit dreimal vor al-Abdulmohsen gewarnt haben. Laut India Today wird er von Saudi-Arabien gesucht, insbesondere wegen angeblicher Beihilfe zur Schleusung von Frauen aus dem nahen Osten in die Europäische Union. In Saudi-Arabien laute der Vorwurf gegen ihn deswegen Menschenhandel und Terrorismus.
Nach einem nicht realisierten Buchprojekt, das die „kreative Widerlegung des Islams“ voranbringen sollte, scheiterte auch das Vorhaben, eine Akademie „zur Abwendung des Islams“ zusammen mit der rechtspopulistischen AfD zu gründen. Über sein derweil gestartetes Webforum wearesaudis.net und soziale Medien verhalf er nach Presseberichten dann anderen Personen zur Flucht aus Saudi-Arabien nach Deutschland. Im Jahr 2019 gab er der Frankfurter Rundschau und der Frankfurter Allgemeinen Zeitung Interviews, in denen er als Fluchthelfer vorgestellt wurde. Auch die BBC stellte ihn und seine Website vor, die vom islamischen Glauben abgefallenen Asylsuchenden helfen soll, „insbesondere aus Saudi-Arabien und der Golfregion“. Der Fokus seines Engagements als Helfer für Geflüchtete lag dabei vor allem auf Frauen – einige von diesen fühlten sich jedoch verunsichert durch falsche Informationen, Drohungen und teils unangebrachtes Verhalten, woraufhin sie den Kontakt zu ihm abbrachen. Trotz einzelner tatsächlicher Hilfsleistungen wurde er mehrfach wegen seines auffälligen Verhaltens kritisiert, darunter Anschuldigungen sexueller Belästigung, die jedoch nicht unabhängig bestätigt werden konnten.
Etwa 2019 überlegte man sich in der Organisation Säkulare Flüchtlingshilfe laut deren eigenen Angaben, mit al-Abdulmohsen zusammenzuarbeiten, um die Hilfe für atheistische Flüchtlinge aus Saudi-Arabien zu koordinieren. Diese Kooperation sei jedoch gescheitert. Ein Vorstandsmitglied wurde von al-Abdulmohsen danach verfolgt und gestalkt, woraufhin mehrfach Anzeige gegen ihn erstattet worden sei. Die Säkulare Flüchtlingshilfe erklärte, dass im Jahr 2019 Mitglieder der Flüchtlingshilfe al-Abdulmohsen „nach übelsten Verleumdungen und verbalen Angriffen“ angezeigt hätten, worauf es zu einem mehrjährigen Rechtsstreit gekommen sei, den al-Abdulmohsen im August 2023 vor dem Landgericht Köln verloren habe. Im Gerichtssaal soll er laut dem Flüchtlingshilfeverein in einem „Tobsuchtsanfall“ die Richterin bedroht und geäußert haben, dass er Europa vor der Islamisierung retten werde, wozu die deutschen Gerichte nicht in der Lage seien. Er sei dann vom Sicherheitsdienst aus dem Gebäude geführt worden und das Gericht habe anschließend die Kläger der Flüchtlingshilfe gewarnt, sie sollten sich im Umfeld ihres Zuhauses vorsehen. Dieser Vorfall war zudem Anlass für eine weitere Gefährderansprache im September 2023 auf dem Polizeirevier Salzlandkreis. Zum Zeitpunkt des Anschlags im Dezember 2024 befand sich das Verfahren in der Berufung vor dem Oberlandesgericht Köln. Für den Zentralrat der Ex-Muslime erklärte die Vorsitzende Mina Ahadi am 21. Dezember 2024, al-Abdulmohsen sei „kein Unbekannter, denn er hat uns seit Jahren terrorisiert.“ Sie meinte, dass er nicht nur Muslime hasse, sondern auch alle, die seinen Hass nicht teilen. So habe er sich sehr darüber aufgeregt, dass der Zentralrat wie die Flüchtlingshilfe liberale Muslime unterstützen würde. „Er hat zwei Leben gehabt“, sagte Mina Ahadi der Deutschen Presse-Agentur. Wenn man länger mit ihm zu tun gehabt habe, habe man ein komisches Gefühl gehabt. Er sei schnell aggressiv geworden und zunehmend radikaler aufgetreten.
Taleb al-Abdulmohsen war zuletzt in Bernburg ansässig und betreute ab März 2020 als Facharzt für Psychiatrie und Psychotherapie für das Gesundheitsunternehmen Salus im Maßregelvollzug Bernburg suchtkranke Straftäter. In der Belegschaft gab es nach Medienberichten Zweifel an der fachlichen Kompetenz. Er habe laut Arbeitskollegen den Spitznamen „Dr. Google“ getragen, weil er vor jeder Diagnose erst im Internet habe nachschauen müssen. Die Mitteldeutsche Zeitung zitiert eine ehemalige, namentlich nicht genannte Krankenschwester, der zufolge al-Abdulmohsen Patienten zu absurden Behandlungen geraten haben soll. Laut einem anonymen Mitarbeiter kam es aufgrund von Sprachproblemen bei Diagnosen häufig zu Missverständnissen. Patienten hätten sich teilweise geweigert, sich von ihm behandeln zu lassen. Beschwerden von Patienten im Maßregelvollzug bei anderen Ärzten und Vorgesetzten seien von der Klinikleitung immer wieder abgewiegelt worden und hätten keine Konsequenzen gehabt. Die Personalakte wurde den Ermittlungsbehörden übergeben, auf die anonymen Vorwürfe wollte der Klinikbetreiber nicht eingehen. Anfang Oktober 2024 suchte die Polizei ihn auf seiner Arbeitsstelle für eine abermalige Gefährderansprache auf, nachdem er einen Rechtsanwalt bedroht hatte, der ihn zuvor vertreten hatte. Seit Ende des Monats war al-Abdulmohsen im Urlaub bzw. krankgeschrieben.
In Berlin wurde gegen al-Abdulmohsen wegen Missbrauchs von Notrufen, den er am 23. Februar 2024 in einem Dienstgebäude der Berliner Polizei beging, ein Strafbefehl über 20 Tagessätze zu je 30 Euro verhängt. Am Tag vor dem Magdeburger Anschlag sollte nach Angaben der Staatsanwaltschaft Berlin über einen Einspruch von al-Abdulmohsen dagegen verhandelt werden. Dieser sei aber nicht erschienen und der Einspruch verworfen worden. Nach dem Anschlag leitete das Landesverwaltungsamt Sachsen-Anhalt Ende Dezember 2024 ein Verfahren zum Entzug der Approbation ein. Die Approbation wurde dazu zunächst ruhend gestellt.

## Öffentliche Äußerungen
- Taleb al-Abdulmohsen versteht sich als Islamgegner.[40] Im sozialen Netzwerk X folgten etwa 40.000 Menschen einem Konto, das ihm zugeordnet wurde.[41] Dort hatte er seit März 2016 mehr als 120.000 Beiträge veröffentlicht.[42] Als Profilbild stellte al-Abdulmohsen ein Selbstladegewehr militärischen Aussehens mit der US-Flagge ein[43] und postete Behauptungen wie „Deutschland verfolgt saudische Asylbewerberinnen innerhalb und außerhalb Deutschlands, um ihr Leben zu zerstören“ und „Deutschland will Europa islamisieren.“[6]
- Er teilte zudem rechtsideologische Inhalte, darunter Beiträge der AfD-Vorsitzenden Alice Weidel, des Verschwörungstheoretikers Alex Jones und des britischen Rechtsaktivisten Tommy Robinson. Zudem verbreitete er u. a. ein Nius-Interview mit Weidel, ein Video der rechten Influencerin Naomi Seibt, einen Beitrag des zur Querdenkerszene zählenden Anwalts Markus Haintz sowie Posts von Elon Musk, Donald Trump und diversen rechtsextremen Accounts.[4] Den niederländischen Rechtspopulisten Geert Wilders bezeichnete er als „wahren Helden“.[44] Bereits im Jahr 2016 hatte al-Abdulmohsen auf der Plattform verkündet, in Zusammenarbeit mit der AfD ein Projekt für Ex-Muslime starten zu wollen. Mehrere bekannte Funktionäre der AfD und deren Jugendorganisation Junge Alternative folgten dem Kanal des Attentäters.[4][45]
- Am 31. August 2015 schrieb al-Abdulmohsen in einem Brief an den Generalstaatsanwalt: „Aus rein postmodernem philosophischem Blickwinkel sind Sie schmutzige Bakterien die bald vernichtet werden sollen um das deutsche Volk vor Ihrer Gefahr zu schützen. Meine moralische Pflicht ist aber die Artikel 92 und 97 Abs. 1 des Grundgesetzes zu vernichten. Dafür bin ich bereit mein ganzes Leben zu bezahlen. Es ist nur eine Frage der Zeit. Es wird aber nicht lange dauern. Die ganze Welt wird darüber reden.“[46] In Artikel 92 und 97 Abs. 1 des Grundgesetzes geht es um die Unabhängigkeit der Justiz.
- Im Jahr 2019 hatte al-Abdulmohsen der Frankfurter Rundschau und der Frankfurter Allgemeinen Zeitung Interviews gegeben, in denen er als Fluchthelfer vorgestellt wurde.[47][14] In diesen sagt er über sich: „Ich bin der aggressivste Kritiker des Islams in der Geschichte. […] Es gibt keinen guten Islam.“[14] Auch die BBC stellte ihn und seine Website vor, die vom islamischen Glauben abgefallenen Asylsuchenden helfen soll, „insbesondere aus Saudi-Arabien und der Golfregion“.[48] Nach dem Anschlag vom 20. Dezember 2024 urteilte die Frankfurter Allgemeine Zeitung, im Interview aus dem Jahr 2019 seien weder Verfolgungswahn noch Unzufriedenheit mit dem deutschen Asylsystem erkennbar gewesen.[49]
- Im Mai 2024 erklärte al-Abdulmohsen auf X: „Ich erwarte ernsthaft, dass ich dieses Jahr sterben werde. Der Grund: Ich werde um jeden Preis für Gerechtigkeit sorgen. Und die deutschen Behörden behindern jeden friedlichen Weg zur Gerechtigkeit.“[50] An anderer Stelle drohte er: „Ich versichere zu 100 %, dass die Rache bald kommen wird. Auch wenn es mich mein Leben kostet. Ich werde die deutsche Nation den Preis für die Verbrechen zahlen lassen, die ihre Regierung an saudischen Flüchtlingen begangen hat.“[18] Weitere Postings vom Dezember 2023 und Mai 2024, in denen er Gewalttaten ankündigte, wurden von Nutzern gemeldet und von der Plattform gelöscht.[51] Zudem meinte er, „dass die offene Grenzpolitik ein Plan von Merkel war, Europa zu islamisieren.“ Daher unterstütze er die AfD, weil sonst niemand den Islam in Deutschland bekämpfe.[52]
- In einem Tweet vom Sommer 2024 schrieb er in Bezug auf den Messerangriff in Mannheim: „Die Linken sind Verrückt [sic]. Wir brauchen AFD, um die Polizei vor sich zu schützen.“[53][18][54]
- In einem 45-minutigen Videointerview, das acht Tage vor der Tat in einem islamfeindlichen Blog der US-amerikanischen Rair Foundation erschien,[55] beschuldigte er den deutschen Staat, eine „verdeckte Geheimoperation“ zu betreiben, um weltweit saudische Ex-Muslime „zu jagen und ihr Leben zu zerstören“, während gleichzeitig syrische Dschihadisten in Deutschland Asyl erhielten.[55][4] Im gleichen Interview sagte er von sich, dass er kein Rechter sei, sondern ein Linker („leftist“), erklärte aber, er sei als Linker zu der Erkenntnis gelangt, dass die Linken die „schlimmsten Verbrecher auf dem Planeten“ seien.[55] Auch bei X äußerte er sich mehrfach negativ über Linke und behauptete: „Die Politik der offenen Grenzen ist ein krimineller linker Plan.“[42]
- Am Tag des Anschlags postete al-Abdulmohsen weitere Videos. In einem davon sagte er: „Ich mache die deutsche Nation für die Tötung von Sokrates verantwortlich.“ Und: „Ein anderer Grund, warum ich die deutschen Bürger für die Verfolgung verantwortlich mache, die ich in Deutschland erfahre, ist die Geschichte eines gestohlenen USB-Sticks aus meinem Briefkasten.“[6] Später meinte er in dem Video: „Die Polizei selbst ist der Verbrecher. In diesem Fall halte ich die deutsche Nation, halte ich die deutschen Bürger für verantwortlich für das, was mir bevorsteht.“[56]
- Nach Angaben von The Times of Israel teilte al-Abdulmohsen auch proisraelische Inhalte im Internet.[57]

## Ermittlungsverfahren
Allein von 2023 bis 2024 trat al-Abdulmohsen in sieben Ermittlungsverfahren als Anzeigenerstatter oder Beschuldigter in Erscheinung.

## Anschlag

### Tatausführung
Am 11. Dezember 2024 mietete Taleb al-Abdulmohsen einen Leihwagen an. Am 20. Dezember 2024 drang er gegen 19 Uhr mit dem geliehenen BMW-SUV auf das abgesperrte Gelände des Magdeburger Weihnachtsmarkts ein und fuhr etwa 300 Meter durch die Menschenmenge. Daraus resultierend kamen zunächst ein neunjähriger Junge sowie vier Frauen im Alter von 45 bis 75 Jahren ums Leben. Bis zu 235 Menschen wurden verletzt. Taleb al-Abdulmohsen wurde direkt nach dem Anschlag in Tatortnähe verhaftet. Im Wagen fand sich ein Testament, wonach sein gesamtes Vermögen nach seinem Tod dem Deutschen Roten Kreuz übergeben werden solle. Politische Botschaften enthielt das Papier nicht. Am 6. Januar 2025 wurde vermeldet, dass mit einer 52-jährigen Frau ein sechstes Opfer im Krankenhaus verstorben sei. Drei Tage zuvor war bereits die Angabe zur Verletztenzahl auf 299 aktualisiert worden.

### Strafverfahren
Laut Polizei gab al-Abdulmohsen als Motiv für seine Tat „Unzufriedenheit mit dem Umgang mit saudi-arabischen Flüchtlingen in Deutschland“ an. Am Tag nach dem Anschlag teilte die Staatsanwaltschaft mit, dass die Äußerungen von al-Abdulmohsen zu seinem Motiv „eher wirr“ geklungen hätten. Laut der Deutschen Presse-Agentur verdichten sich die Hinweise auf eine gravierende psychische Erkrankung. Der Verdächtige wurde am Abend des 21. Dezember einem Ermittlungsrichter des Amtsgerichts Magdeburg vorgeführt, der wegen des Vorwurfs des 5-fachen Mordes, mehrfachen versuchten Mordes und mehrfacher gefährlicher Körperverletzung einen Haftbefehl erließ und Untersuchungshaft anordnete. Er kam zunächst in die Justizvollzugsanstalt Burg. Der Generalbundesanwalt beim Bundesgerichtshof lehnte die Übernahme der Ermittlungen ab, diese werden daher von der sachsen-anhaltischen Generalstaatsanwaltschaft Naumburg geführt. Ein psychiatrisches Gutachten zum geistigen Zustand von al-Abdulmohsen wurde in Auftrag gegeben. Am 6. Januar 2025 wurde berichtet, dass er in die JVA Dresden verlegt wurde. In Burg bei Magdeburg bestand die Möglichkeit, dass andere Gefangene und sogar Mitarbeiter des Gefängnisses Opfer des Anschlages kennen, was für seine Sicherheit ungünstig wäre. Eine akute Gefahr oder besondere Auffälligkeiten habe es aber nicht gegeben.
Am 19. August 2025 erhob die Generalstaatsanwaltschaft Naumburg Anklage gegen al-Abdulmohsen. Sie wirft ihm Mord in sechs Fällen und versuchten Mord in 338 Fällen vor. Zudem legt die Generalstaatsanwaltschaft ihm gefährliche Körperverletzung zur Last. Als Motiv der Amokfahrt gilt die Unzufriedenheit und Frustration des mutmaßlichen Täters über den Verlauf einer zivilrechtlichen Streitigkeit. Die Generalstaatsanwaltschaft gab ein psychiatrisches Gutachten in Auftrag, um die Frage der Schuldfähigkeit zu klären.